# Yotsuya
Yotsuya est un quartier de l'arrondissement de Shinjuku à Tōkyō, au Japon. Il est divisé en quatre districts appelés chōme.

## Culture
Le campus principal de l'université Sophia s'y trouve.

## Transport
Le quartier est desservi par la gare de Yotsuya.